# Галустян Михайло Сергійович
Галустя́н Миха́йло Сергі́йович (справжнє ім'я — Ншан; нар. 25 жовтня 1979, Сочі) — російський комедійний актор вірменського походження, шоумен, сценарист, продюсер. Колишній учасник КВК. Закінчив Сочинський державний університет туризму і курортної справи. Підтримує путінський режим та російське вторгнення в Україну. Фігурант бази «Миротворець».

## Біографія
Народився 25 жовтня 1979 року в Сочі у вірменській родині.
Спочатку навчався в сочинській школі № 3. З 3-го до 5-го класу навчався в музичній школі за класом фортепіано. Займався в ляльковому театрі і в секції дзюдо при Палаці піонерів. Після закінчення п'ятого класу батьки перевели його в гімназію № 8, де він і вийшов уперше на сцену в ролі Вінні-Пуха в сценці власного твору. У 10-му класі брав участь у шкільному КВК, і його клас переміг одинадцятикласників. Став капітаном шкільної команди КВК, яка виграла в усіх шкіл, училищ і навіть вишів міста та краю; не виграли тільки в СГУТіКД (Сочинський державний університет туризму і курортної справи).
У 1996 році закінчив школу і вступив до медичного училища, де навчався за спеціальністю «фельдшер». Він у цей час грав у команді «Утомлённые солнцем». Після закінчення училища вступив до Сочинського державного університету туризму і курортної справи на соціально-педагогічний факультет за спеціальністю «вчитель історії та права», але не закінчив його. У 1998 році команда його університету взяла участь у Воронезькій лізі КВК «Старт», дійшовши до фіналу. Після виступу команда отримує від О. В. Маслякова запрошення брати участь у Вищій лізі. Був відрахований з інституту за прогули занять — весь час ішов на репетиції, гастролі та ігри; часом «Утомлённые солнцем» давали по три концерти на день. В інституті його поновили 2003 року.
У 2002 році став капітаном команди «Утомлённые солнцем».
«Утомлённые солнцем» стали чемпіонами Вищої ліги 2003 року, тричі завоювали Літній кубок КВК (2004, 2005 і 2009).
З листопада 2006 по жовтень 2011 року брав участь у гумористичному скетчкомі «Наша Russia» (канал ТНТ). Також брав участь у телешоу «Льодовиковий період» на Першому каналі, у парі з Марією Петровою та Оленою Бережною. Знімався в рекламі шоколадного бісквіта «ChocoPie», морозива «Баскін Роббінс». З січня 2011 по грудень 2012 року був одним із членів журі в телепередачі «Розсміши коміка» на телеканалі «Інтер».
У 2011 році став студентом Московської державної юридичної академії імені О. Є. Кутафіна.
У 2012 році заснував власну кінокомпанію «NG Production», де обійняв посаду креативного продюсера.
Організатор і автор створення Федерації військово-тактичних ігор Росії (проєкт презентовано в лютому 2016 року)
1 жовтня 2019 року покинув телеканал ТНТ і перейшов на СТС, де разом із Сергієм Свєтлаковим протягом двох років вів комедійне шоу «Русские не смеются».
У 2019 році почав кар'єру співака під псевдонімом Super (Супер) Жорик і завершив у 2023-му.
З вересня 2021 року є ведучим шоу «Зірки в Африці» на телеканалі «ТНТ» спільно з Ольгою Бузовою.
3 квітня 2023 року заявив, що став громадянином Вірменії.

## Політичні погляди
У 2012 році під час президентських виборів у Росії брав участь у передвиборчій кампанії кандидата Володимира Путіна.
20 липня 2014 року на своїй офіційній сторінці у Фейсбук написав таке повідомлення:
| «Всі події, які відбуваються в Україні, починаючи з їхнього Майдану, зрежисовані тими, хто хоче послабити наші країни, нацькувати їх одна на одну. Сподіваюся, в цьому ви не сумніваєтесь. Їм це практично вдалося — на, в (як хочете) Україні йде, фактично, громадянська війна, владу захопила купка олігархів, яка танками готова чавити незгодних, штучно розпалюється ненависть до росіян. А жертвами війни, як відомо, стають у першу чергу мирні люди. І якщо й намагатися шукати винних у трагедії, то потрібно визнати, що винні в першу чергу заокеанські замовники Майдану, які розкололи Україну на дві половини, що воюють одна з одною. Я вірю, що український народ зможе зрозуміти, як жорстко його «підставили» на Майдані, прожене своїх олігархів, які віддають накази вбивати мирних громадян, і знову зможе жити в мирі одне з одним і з нами. І більше не буде смертей!»Оригінальний текст (рос.) [«Все события, которые происходят на Украине, начиная с их Майдана срежиссированы теми, кто хочет ослабить наши страны, натравить их друг на друга. Надеюсь, в этом у вас сомнений нет. Им это практически удалось — на, в (как хотите)Украине идет, фактически, гражданская война, власть захватила кучка олигархов, которая танками готова давить несогласных, искусственно разжигается ненависть к русским. А жертвами войны, как известно, становятся в первую очередь мирные люди. И если и пытаться искать виновных в трагедии, то нужно признать, что виноваты в первую очередь заокеанские заказчики Майдана, который расколол Украину на две воюющие друг с другом половины.Я верю, что украинский народ сможет понять, как жестко его «подставили» на Майдане, прогонит своих олигархов, которые отдают приказы убивать мирных граждан, и снова сможет жить в мире друг с другом и с нами. И больше не будет смертей!»] Помилка: {{Lang}}: текст вже має курсивний шрифт (допомога) |
З травня 2016 року входить до головного штабу військово-патріотичного руху «Юнармія».
Під час президентських виборів 2018 року увійшов до складу руху Putin Team, який виступав на підтримку Володимира Путіна, та ініціативної групи, що висунула кандидатуру політика.
У 2022 році підтримав вторгнення Росії в Україну.

## Санкції
Михайло Галустян публічно поширював наративи відповідно до кремлівської пропаганди з метою виправдання дій Росії, які підривають та загрожують територіальній цілісності, суверенітету та незалежності України.
6 січня 2023 року доданий до санкційного списку України.
5 лютого 2023 року доданий до санкційного списку Канади.

## Фільмографія
1. 2006—2011 — Наша Russia (скетчком) — різні ролі, зокрема Равшан.
2. 2006 — Іспанський вояж Степанича — Яничар.
3. 2007 — Щасливі разом (телесеріал) — камео.
4. 2008 — Найкращий фільм — «Півкіло».
5. 2008 — Гітлер капут! — партизан Рабінович.
6. 2008 — Панда Кунг-Фу (мультфільм) — Панда По (російський дубляж).
7. 2009 — Найкращий фільм 2 — Катерина II.
8. 2010 — Наша Russia. Яйця долі — Равшан, «Борода», Дімон, Анастасія.
9. 2011 — Зайцев +1 (телесеріал) — Федір (головна роль).
10. 2011 — Панда Кунг-Фу 2 (мультфильм) — Панда По (русский дубляж).
11. 2011 — Вагітний — Жора.
12. 2012 — Ржевський проти Наполеона.
13. 2012 — Няньки.
14. 2012 — Той ще Карлосон! — метрик Карлосон.
15. 2012 — Квиток на Vegas — Гарик.
16. 2014 — Подарунок з характером — Михайло Орєшкін.
17. 2014 — 8 нових побачень — Тимур.